# Pentres
Els pentres (en llatí: Pentri; en grec antic: Πέντροι) foren una tribu itàlica dels samnites, aparentment una de les principals subdivisions de la nació.
La seva capital era Boviànum, al centre del territori del Sàmnium i probablement ocupaven el centre del país muntanyós que s'estén des de la frontera de Campània, a la vall del Liris, i al país dels frentans a la part de la mar Adriàtica, però no es pot delimitar exactament ni es pot separar la seva història de la resta dels pobles samnites. Sembla que durant les Guerres samnites els pentres eren la tribu que va adoptar el paper principal en totes les batalles, encara que molts historiadors parlen únicament dels samnites.
L'única ocasió en què se sap que es van separar de la resta de compatriotes va ser a la Segona Guerra Púnica, quan Titus Livi diu que tots els samnites llevat dels pentres es van declarar a favor d'Hanníbal després de la batalla de Cannes, el 216 aC. És la darrera vegada que apareixen esmentats separadament de la resta de samnites, i el seu nom desapareix de la història. Ni el geògraf Estrabó i Plini el Vell no en parlen.